# Hrabstwo Vermillion
Hrabstwo Vermillion (ang. Vermillion County) – hrabstwo w stanie Indiana w Stanach Zjednoczonych. Obszar całkowity hrabstwa obejmuje powierzchnię 259,93 mil2 (673,22 km²). Według danych z 2010 r. hrabstwo miało 16 212 mieszkańców. Hrabstwo powstało 1 lutego 1824 roku, a jego nazwa pochodzi od rzeki Vermilion.

## Sąsiednie hrabstwa
- Hrabstwo Warren (północ)
- Hrabstwo Fountain (północny wschód)
- Hrabstwo Parke (wschód)
- Hrabstwo Vigo (południe)
- Hrabstwo Edgar (Illinois) (południowy wschód)
- Hrabstwo Vermilion (Illinois) (północny zachód)

## Miasta
- Cayuga
- Clinton
- Dana
- Fairview Park
- Newport
- Perrysville
- Universal

## CDP
- Blanford
- St. Bernice